# کاترین آراگون
کاترین آراگون (به انگلیسی: Catherine of Aragon) (متولد ۱۶ دسامبر ۱۴۸۵ در آلکالا دو هنارِس، اسپانیا – درگذشت ۷ ژانویه ۱۵۳۶ در کاخ کیمبولتن، کمبریج‌شایر) نخستین همسر و شهبانوی هنری هشتم پادشاه انگلستان بود.
کاترین آراگون (۱۴۸۵–۱۵۳۶) شاهزاده اسپانیایی و نخستین همسر هنری هشتم پادشاه انگلستان بود که ازدواجش با او نقطه آغاز رویدادهای سیاسی و مذهبی بزرگی شد. او دختر فردیناند دوم آراگون و ایزابلای یکم کاستیا بود و پیش‌تر همسر آرتور، برادر بزرگ‌تر هنری، شده بود. پس از مرگ آرتور، با هنری ازدواج کرد و سال‌ها ملکه انگلستان بود. عدم تولد وارث پسر زنده از این ازدواج بهانه‌ای شد برای هنری تا خواستار ابطال نکاح گردد؛ رخدادی که سرانجام به جدایی کلیسای انگلستان از کلیسای کاتولیک و آغاز اصلاحات انگلیسی انجامید. کاترین به خاطر پایبندی به اعتقادات کاتولیکی، مقاومت سرسختانه در برابر طلاق و محبوبیتش میان مردم انگلستان شناخته می‌شود و زندگی او نمونه‌ای از تلاقی سیاست، دین و سرنوشت شخصی در تاریخ اروپا است.

## اوایل زندگی
کاترین در ۱۴۸۵ به دنیا آمد.
وی کوچکترین فرزند ایزابل یکم، ملکه کاستیا و فرناندوی دوم، پادشاه آراگون بود.
در سنین نخستین جوانی‌اش به‌همسری آرتور تیودور، پسر هنری هفتم که وارث تاج و تخت بود درآمد. اما همسرش آرتور به‌سبب بیماری در ۱۵۰۲ درگذشت.

## شهبانوی انگلستان
شاهزاده هنری در ۱۲ سالگی مجبور شد به دنبال مرگ برادرش، آرتور، با کاترین همسرش ازدواج کند. این ازدواج تا به بلوغ رسیدن هنری به‌تعویق افتاد و پس از تاج‌گذاری هنری هشتم در ۱۵۰۹ کاترین به‌همسری وی درآمد. وی نزد مردم انگلستان بسیار محبوب بود و  به‌عنوان نایب‌السلطنه فرمانروایی می‌کرد. در ۱۵۱۳ وقتی هنری به فرانسه حمله کرد کاترین همچنان نایب‌السلطنه بود.

## طلاق
علیرغم محبوبیت کاترین نزد مردم، وی پس از چند سقط و بچهٔ مرده نتوانسته بود وارث پسر به دنیا آورد. او دختری به دنیا آورده بود بنام ماری. اما هنری وارث مرد می‌خواست و در نتیجه تصمیم گرفت کاترین آراگن را طلاق دهد.
هنری به ندیمهٔ او آن بولین که زنی باهوش و دانا بود دل بست. ابتدا هنری از آن خواست تا معشوقه‌اش شود اما آن موافقت نکرد و هنری تصمیم گرفت با آن ازدواج کند. پاپ وقت، کلمنت هفتم، با طلاق کاترین و ازدواج مجدد هنری موافقت نکرد و هنری که چنین دید در سال ۱۵۳۲ در پارلمان انگلستان خود را رئیس کل کلیسای این کشور اعلام داشت و پاپ را از این سمت در قلمرو انگلستان خلع کرد و نمایندگان پارلمان بر این تصمیم صحه گذاردند و از همان زمان کلیسای انگلستان از دستگاه پاپ جدا شده و دارای سراسقف (اسقف کانتربوری) از آن خود گردیده و طلاق و ازدواج مجدد آزاد شده‌است.

## سال‌های واپسین زندگی
در ۱۵۳۲ آن بولین از هنری حامله شد. وی برای اینکه فرزندش وارث مشروع تاج و تخت شود، در ۲۵ ژانویه ۱۵۳۳ با هنری ازدواج کرد. هنری سرانجام کاترین را در ماه مه همان سال توسط سراسقف کرانمر طلاق داد.
تا سال‌های واپسین زندگی کاترین وی همچنان همسر واقعی هنری هشتم شناخته می‌شد. خدمتکارانش وی را همچنان شهبانو می‌نامیدند اما هنری به وی «شاهدخت بیوهٔ ولز» می‌گفت.
در ۱۵۳۵ کاترین به کاخ کمبولتن منتقل شد و از دیدار دخترش ماری منع شد. هنری به وی گفته بود که اگر آن را به‌عنوان شهبانو قبول کند اجازه دیدارش را خواهد داشت. نه مادر و نه دختر هرگز یکدیگر را ندیدند و کاترین در ژانویه ۱۵۳۶ به سبب ابتلای به سرطان، پنج ماه پیش از اعدام آن بولین درگذشت.
شش سال بعد از مرگ هنری هشتم دختر وی با نام ماری یکم، ملکه انگلستان بر تخت نشست.